# تیبیل
در کیهان‌شناسی مندایی، تیبیل (ࡕࡉࡁࡉࡋ tibil) یا آرقا اد تیبیل (ࡀࡓࡒࡀ ࡖࡕࡉࡁࡉࡋ arqa ḏ-tibil) ادراک در زمین و جهان مادی ناشی از همسویی (لاوفا، laufa) اتر (ayar) کُد کننده آن است.
مندائیان برای رهایی از از تیبیل و رسیدن به جهان نور (alma ḏ-nhūra) معتقدند که باید لاوفا (ارتباط، اتحاد) با جهان نور شکل گیرد. این لافا توسط کشیشان با انجام مراسمی مانند مصبتا (تعمید) بازسازی و تأیید می‌گردد. پس از مرگ، کشیشان موظفند با اجرای مراسم ماصقتا به روح مرحوم کمک کنند تا از تیبیل عبور کرده و از طریق ایستگاه‌های نگهبانی مختلف به نام مطرطا که در مسیر قرار دارند، با موفقیت به دنیای نور برسد.